# Kino Capitol w Łodzi
Kino Capitol – kino znajdujące się u zbiegu ulic Zachodniej i Próchnika w Łodzi. W 2006 roku kino zakończyło swoją działalność a budynek przekształcono na biurowiec.

## Historia
W 1926 roku na miejscu spalonej fabryki przy ul. Zawadzkiej 16 (później ul. Próchnika), Józef Bednarczyk i jego wspólnicy zrealizowali projekt budowy nowego kompleksu rozrywkowego „Imperial”, przemianowanego później na „Capitol”. W 1929 roku w kinie wyświetlono pierwszy w Łodzi film dźwiękowy. Podczas wojny obiekt dostępny był tylko dla Niemców. Po wojnie kino zmieniło nazwę na „Włókniarz”, nawiązującą do robotniczego i włókienniczego charakteru miasta. Kino pod tą nazwą przetrwało kolejnych 50 lat. W 1995 roku przejęła je sieć Helios, przywracając mu dawną nazwę. Pomimo przeprowadzonego gruntownego remontu i sprowadzenia nowoczesnej aparatury projekcyjnej, widownia świeciła pustkami. 1 czerwca 2006 roku z powodów ekonomicznych kino zakończyło swoją działalność. Na ostatniej uroczystej projekcji wyświetlono film „Wszyscy jesteśmy Chrystusami”.

## Ucieczka z kina „Wolność”
W 1990 roku Wojciech Marczewski nakręcił w nim film Ucieczka z kina „Wolność”, w którym główną rolę zagrał Janusz Gajos.